# Sarcophaga papaii
Sarcophaga papaii är en tvåvingeart som först beskrevs av Nandi 1988.  Sarcophaga papaii ingår i släktet Sarcophaga och familjen köttflugor.
Artens utbredningsområde är Bangladesh. Inga underarter finns listade i Catalogue of Life.